# Ройтбурд Олександр Анатолійович
Олекса́ндр Анатолійович Ро́йтбурд (14 жовтня 1961, Одеса, УРСР — 8 серпня 2021, Київ, Україна) — український художник, директор Одеського художнього музею (2018—2021), депутат Одеської обласної ради від «Європейської солідарності». Представник  Нової української хвилі.

## Життєпис

### Ранні роки
З 1989 р. — був членом Національної спілки художників України, наразі[коли?] не є таким. Представник південноукраїнської художньої школи, а також постмодернізму.
У 1983 р. закінчив художньо-графічний факультет Одеського педагогічного інституту.
З 1993 р. — співзасновник асоціації «Нове мистецтво» (Одеса).
З 1993 по 1999 — працював артдиректором асоціації «Нове мистецтво» (Одеса), а з 1999 по 2001 — президентом зазначеної асоціації.
1997—1999 — голова правління Центру сучасного мистецтва Сороса (Одеса).
У 2001—2002 рр. — регіональний координатор фестивалю «Культурні герої» (Одеса).
З 2002 був директором Галереї Гельмана в Києві.

### Директор Одеського художнього музею
Наприкінці 2017 року виграв конкурс на посаду директора Одеського художнього музею. Попри спротив депутатів облради, які не проголосували за його кандидатуру, 19 березня 2018 року, голова Одеської облдержадміністрації Максим Степанов підписав із ним контракт на 5 років.
|                                     | «Я такі баталії, які відбуваються після перемоги Ройтбурда на конкурсі, бачила лише під час одеських мерських виборів. Ройтбурд не вписується в рамки, він не зрозумілий, успішний і точно не буде залежати від влади так, як вона того прагне» |
| — Зоя Казанжи, одеська журналістка. | |

Член Ради з питань розвитку Національного культурно-мистецького та музейного комплексу «Мистецький арсенал».
4 вересня 2019 року — Одеська обласна рада звільнила Олександра Ройтбурда з посади директора музею (до того була невдала спроба його звільнення у червні 2019). Рішення було прийнято попри всі досягнення музею за нового керівника. За словами самих депутатів, це було політичне звільнення, адже вони вважають, що через музей перетворився на місце політичного піару Ройтубрда та друзів Порошенка. Інша причина — це незаконне призначення, адже не узгодили з обласними депутатами. Експерт Реанімаційного пакету реформ, Іван Лукеря, стверджує, що з юридичної точки зору призначнення законне.
Звільнення викликало обурення у одеситів. Більше тисячі людей вийшли на мітинг, щоб відстояти Олександра Ройтбурда на позиції директора музею. Врешті це набрало таких масштабів, що сам художник назвав ці події «культурним Майданом сучасної України», адже не політичні чи економічні питання зібрали людей, а культурні. Мітинг зібрав таких відомих особистостей: Борис Херсонський, Олексій Ботвінов, Віталій Оплачко, Олександр Чумаков, Михайло Рева, Міхеіл Саакашвілі, Андрій Садовий, Володимир Омелян, Сергій Лещенко.

### Початок політичної кар'єри
З жовтня 2020 року й до самої смерті 8 серпня 2021 року Ройтбурд був депутатом Одеської обласної ради від партії «Європейська солідарність».

### Смерть
8 серпня 2021 року у віці 59 років Олександр Ройтбурд помер у Києві. В українських ЗМІ повідомлялося що причина смерті — онкологічне захворювання .

## Погляди та громадянська позиція

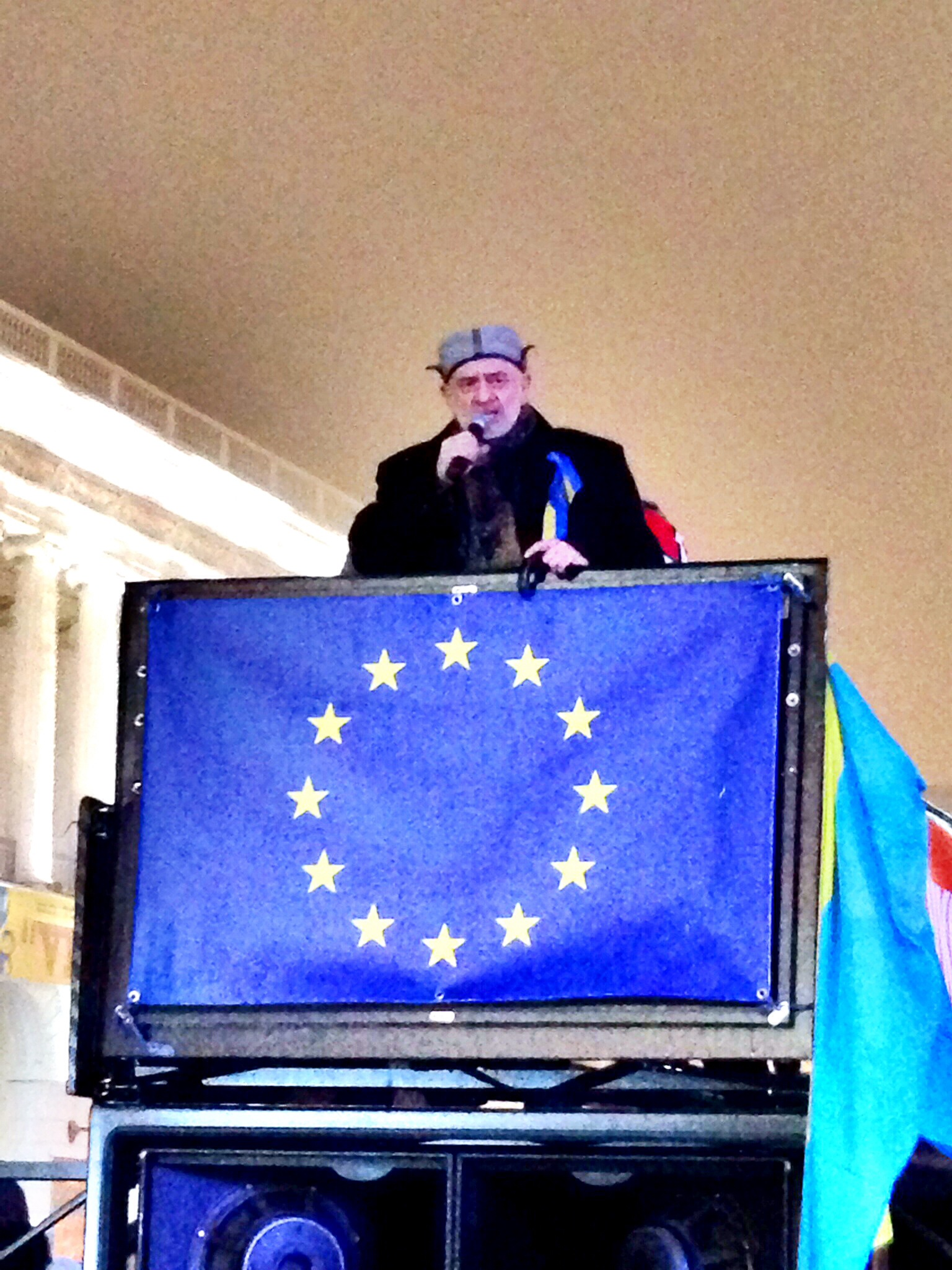
Ройтбурд виступає на Євромайдані в Одесі в листопаді 2013 року

У 2013—2014 році Ройтбурд був учасником Євромайдану в Одесі. Згадуючи ті часи, мистецький критик Аліса Ложкіна зазначала, що «одним із перших на цей карнавальний Майдан вийшов Олександр Ройтбурд. Він став активним учасником першої, пацифістської, нечисленної й радісної хвилі протестів. Активність Ройтбурда у фейсбуці була настільки помітною, що вже за кілька днів він став героєм Майдану і вершителем дум креативного класу, активно підтримуючи євроінтеграційні настрої у соціальних мережах і безпосередньо на площі». Наприкінці 2014 року вийшла книга Антіна Мухарського «Майдан. Революція Духу» де був цілий розділ присвячений Facebook публікаціям Олександра Ройтбурда у період Євромайдану в Одесі у 2013—2014 роках під назвою Олександра Ройтбурда. FB-Щоденник. Вибране. Майдан — 2013-14.
2018 року Ройтбурд підписав відкритий лист українських діячів культури до ув'язненого в Росії українського режисера Олега Сенцова.
Починаючи з 2017 року, Ройтбурд відзначився рядом контроверсійних заяв щодо політики української влади, спрямованої на підтримку української мови та подолання наслідків сторіч русифікації; у лютому 2017 році в інтерв'ю журналісту nv.ua він заявив «сьогодні влада думає, що через мовну українізацію, через посилення праворадикальної ідеології, через культ Бандери вона консолідує націю. Я вважаю, це одна з найбільших її помилок, це, навпаки, розколе націю». Згодом, у березні 2017 року, між Ройтбурдом та Антіном Мухарським розгорівся мовний скандал, у ході якого Мухарський дорікнув Ройтбурду тим, що він публічно заявляє, що він за своє «право говорити російською мовою готовий „дати в ніс“». Раніше у січні 2017 році у період початку обговорення різних проєктів Закону України «Про забезпечення функціонування української мови як державної» Ройтбурд зробив публічні заяви щодо мовного закону які деякі видання проінтерпретували як виступ проти мовного закону та дорікали йому окремими тезами цієї заяви; так, uaportal.com у 2019 році, цитуючи його заяву від січня 2017 року, дорікав Ройтбурду за те, що він "«не підтримує глобальну українізацію, вважає її „культурної деградацією“, називає суперечки про українську мову „мовосрачем“ і вважає, що необхідно запровадити „захищену територію“ для російської культури»"; а трохи згодом, у 2020 році, видання Сільські вісті стверджувало, що саме Ройтбурд винайшов упосліджувальний термін «мовосрач», та, цитуючи його заяву від січня 2017 року, навело тези, які видання вважає контроверсійними: «залишите російськомовній культурі України захищену територію, а поза її межами українізуйте все що завгодно… хоча й чорт з ним, продовжуйте каталізувати культурну деградацію та розкол країни, не зупиняйтеся. Й, до речі, зараз відмінний час для мовосрачу».
У 2017 році Ройтбурд в «Українській правді» опублікував статтю «Погана новина. В Україні є справжня фашистська партія», у якій згадав ВО Свобода, зокрема, звинуватив партію у ксенофобії та антисемітизмі: «Ксенофобія — їхня релігія, а антисемітизм для них не тільки наріжний камінь ідеології, а й фундамент української національної самоідентифікації'»'.

## Куратор виставок
- Нові фігурації, 1991 р., Літературний музей, Одеса
- Lux ex tenebris, 1994 р., Центр сучасного мистецтва «Тирс», Одеса
- Вільна зона, 1994 р., Художній музей, Одеса
- Виставковий триптих: Синдром Кандинського, 1995 р., Історико-краєзнавчий музей, Одеса; Кабінет доктора Франкенштейна, 1995 р., Дім учених, Одеса; Фантом — Опера, 1996 р., Мала сцена Театру опери та балету (Одеський національний академічний театр опери та балету), Одеса
- Академія холоду, 1998 р., Художній музей, Одеса
- Поза-графіком, 1998 р., Художній музей, Одеса
- Looking око, 1998 р., галерея «Тирс», Одеса
- Флеш-бек, 1998 р., галерея «Тирс», Одеса
- Салон неприкаяних, 2002 р., Історико-краєзнавчий музей, Одеса
- Юля нікуди не пішла, 2002 р., Музей західного та східного мистецтва
- Ксенофілія, 2002 р., Галерея Гельмана, Київ (у співробітництві з О.Соловйовим)

## Участь у виставках
Роботи Ройтбурда виставлено в таких колекціях:
- Третьяковська галерея (Москва, РФ);
- Російський музей (Санкт-Петербург, РФ)
- Музей сучасного мистецтва МоМА у Нью-Йорку;
- Художній музей університету Дьюк в Дерхемі (США);
- Одеський художній музей;
- PinchukArtCentre у Києві[26]

Учасник більш ніж 100 виставок і мистецьких проєктів, серед яких:
- Postanaestesia, 1992 р., вілла Ф. Штука, Мюнхен; Грассі-музеум, Лейпціг
- Янголи над Україною, 1993 р., Апостольська церква, Единбург
- Степи Європи, 1993 р., Центр сучасного мистецтва «Уяздівський замок», Варшава
- Configura 2,1995 р., Ерфурт, Німеччина
- Сторони (спільно с О.Другановим та В. Рябченко), 1998 р., Карась Галерея, Київ
- Майбутнє — зараз, 1999 р., Музей сучасного мистецтва, Загреб, Хорватія
- Коли екрани стають тоншими, 1999 р., Пасаж де Ретц, Париж
- ХХ художників України (кінець століття), 1999 р., Карась Галерея, Київ
- 2000+, 2000 р., Любляна, Словенія
- Open ends, 2000 р., МоМА, Нью-Йорк
- Плато людства, 2001 р., 49-та Венеціанська Бієналє, Венеція
- Screening, 2001 р., Галерея Спенсер Браунстоун, Нью-Йорк
- Бренд «Українське», 2001 р., Галерея Центру сучасного мистецтва Сороса, Київ
- Kunst und drogen, 2002 р., галерея Rebellminds, Берлін
- Girls, Nymphettes, Girls, Nymphettes, 2002 р., галерея Rebellminds, Берлін
- Меліорація, 2002 р., фестиваль сучасного мистецтва, Москва
- Sтик, 2002 р., фестиваль радикального кіно, Будинок Ханжонкова, Москва
- Упорно, 2009 р., Карась Галерея, Київ
- Навчаємо поганому, 2010 р., Карась Галерея, Київ
- «Мантру геть!», 2013—2014 р., виставка на Майдані.
- Український пейзаж, 2014 р., До Дня незалежності України, Мистецький Арсенал, Київ

## Персональні виставки

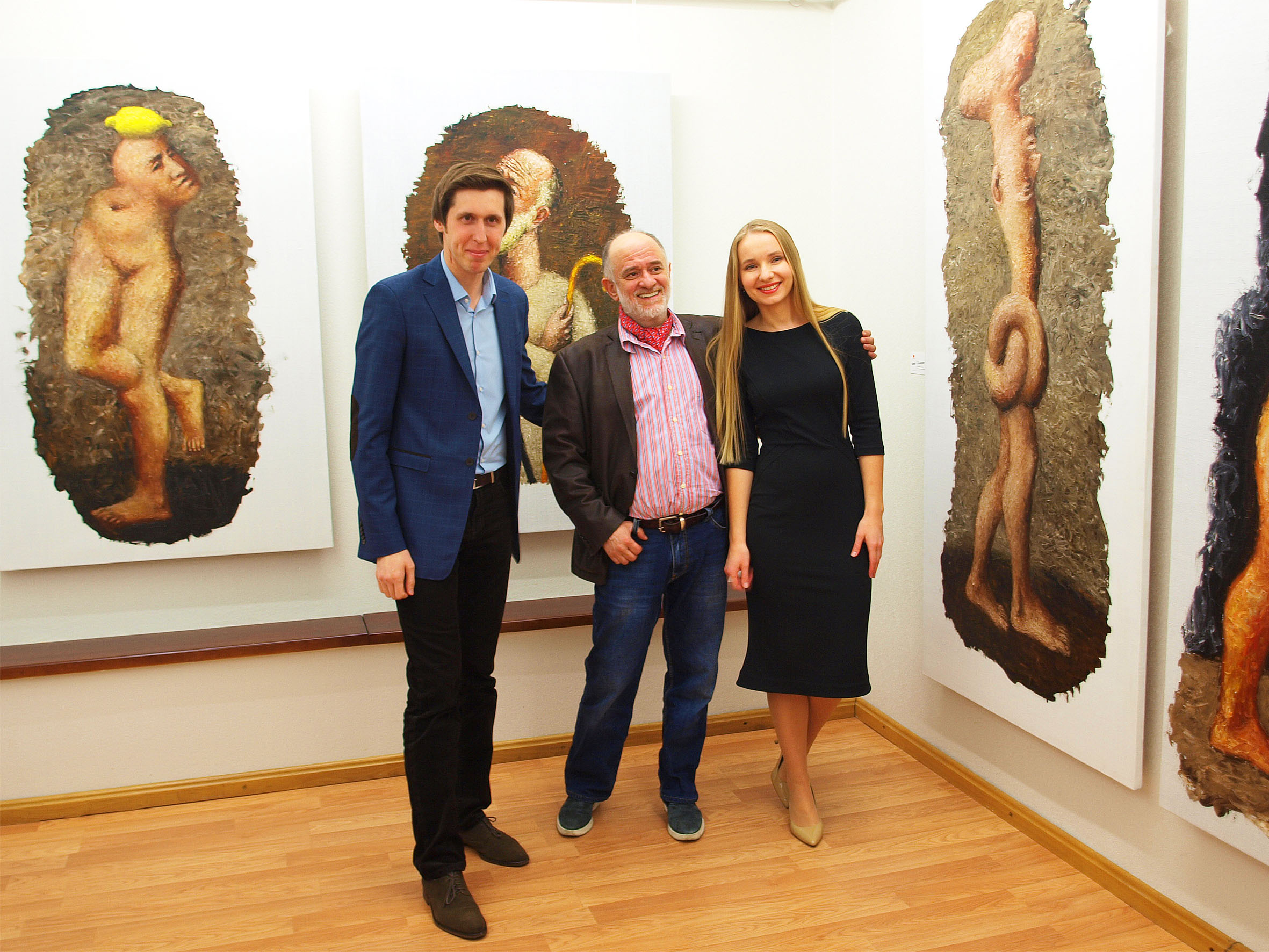
Ройтбурд (у центрі) і власники художньої галереї «Мистецька збірка» Максим і Юлія Волошини. Виставка «Обережно, пофарбовано!» (Київ)

- Персональна виставка, 1985 р., Галерея М. Г. Жаркової, Москва
- Персональна виставка, 1990 р., Галерея Гельмана, Москва
- «Класики і сучасники», 1991—1992 рр., ЦСМ (Центр сучасного мистецтва), Москва
- «Портрет…», 1993 р., Галерея «1.0», Москва
- «…дами…», 1993 р., Галерея Гельмана, Москва
- «…в білому», 1993 р., галерея «Школа» Центр сучасного мистецтва, Москва
- «Оголена, що лежить», Персональний портрет, 1993—1994 рр., ЦСМ, Одеса
- Персональна виставка, 1995 р., галерея «Бланк-Арт», Київ
- «Всетидневният живот в Помпей», 1997 р., «Карась Галерея», Київ
- Розіп'ятий Будда, 2001 р., куратор  К. Дорошенко, Музей історії міста Києва, Київ
- «Живопис Олександра Ройтбурда», 2002 р., «Карась Галерея», Київ
- Рай, 2005 р., «Карась Галерея», Київ
- Танго, 2006 р., «Карась Галерея», Київ
- Чоловічий/Жіночий початок, 2006 р., галерея «L-арт», Київ
- Автопортрети, 2006 р., галерея «Цех», Київ
- М'ясо, 2006 р., галерея «Цех», Київ
- Амальгама, 2007 р., галерея «Колекція», Київ
- Бал у Фолі-Бержер, 2008 р., галерея «NT-Art», Одеса
- «2×3. Музейний формат», 2009 р., галерея «Колекція», Київ
- Музейний формат, 2009 р., Національний музей російського мистецтва, Київ
- Ройтбурд VS Караваджо, 2010 р., галерея «Колекція», Київ
- Пристрасті по С(Z)урбарану, 2011 р., галерея «Колекція», Київ
- Scrabble, 2011 р., галерея «М&Ю Гельман», Москва
- «14.14.14» (Le Roi Soliel), 2011 р., «ХудПромо», Одеса
- «Якщо в крані немає води», 2011 р., PinchukArtCentre, Київ
- Dymchuk Gallery – приватна галерея сучасного мистецтва
- «Обережно, пофарбовано!», 2016 р., Книжковий арсенал, художня галерея «Мистецька збірка», Київ

- «Теорема влади"»,2024 р.,  PinchukArtCentre, куратор   Костянтин Дорошенко

.

## Вшанування пам'яті
Ройтбурд мав мету створити в Одесі музей сучасного мистецтва. 8 серпня 2021 року, після смерти митця, міністр Олександр Ткаченко заявив, що Міністерство культури та інформаційної політики планує створити такий музей в пам'ять про Ройтбурда.
У місті Одеса є провулок Олександра Ройтбурда.